# Мічурінець
Мічу́рінець (рос. Мичуринец) — селище у складі Шуміхинського району Курганської області, Росія. Входить до складу Кушмянської сільської ради.
Населення — 107 осіб (2010, 132 у 2002).
Національний склад станом на 2002 рік: росіяни — 89 %.